# 勇者と魔王のラブコメ
『勇者と魔王のラブコメ』（ゆうしゃとまおうのラブコメ）は、ホリエリュウによる日本の漫画作品。竹書房のウェブコミック配信サイト『ストーリアダッシュ』にて2018年8月24日より2021年5月7日まで連載された。
作者本人によるスピンオフ『勇者と魔法使いのラブコメ』が『まんがライフSTORIA』（竹書房）にて2018年Vol.32よりVo.37まで連載された。こちらは『勇者と魔王のラブコメ』の単行本に収録されている。

## あらすじ
人間の王を殺そうとする立場の女魔王が、人間の勇者に告白されOKしてしまう。照れる魔王のことを気にせず、恋愛に積極的な言動を見せる魔王のことが大好きな勇者と、恥ずかしがりながらもその愛を受け入れる魔王のラブコメディ。

## 登場人物
勇者（ゆうしゃ）
主人公。10年前から惚れ込んだ魔王に告白する。凄まじく体を鍛えておりレベルは1万に達し、最早魔王軍で勝てる相手はいない。
魔王（まおう）
大魔王一族の次女。巨乳。敵対するはずの人間の勇者と付き合ってしまう。当初は保身のつもりであったが徐々にピュアすぎる勇者の真っ直ぐな思いに惹かれていく。
魔法使い（まほうつかい）
大陸一の魔法使いの女性。勇者に想いを寄せており、そのことで魔王と対立する。

## 商業的評価
週間単行本売り上げランキングCOMIC ZIN調べで、単行本第7巻が2021年6月28日から7月4日までで第7位を獲得した。

## 書誌情報
- ホリエリュウ 『勇者と魔王のラブコメ』 竹書房 〈バンブーコミックス〉、全7巻
  1. 2019年1月30日発売[4][5]、ISBN 978-4-8019-6502-7
    - 「勇者と魔法使いのラブコメ」第1話、第2話併録。

  2. 2019年7月30日発売[6]、ISBN 978-4-8019-6693-2
    - 「勇者と魔法使いのラブコメ」第3話、第4話併録。

  3. 2019年12月27日発売[7]、ISBN 978-4-8019-6837-0
    - 「勇者と魔法使いのラブコメ」第5話併録。

  4. 2020年4月30日発売[8]、ISBN 978-4-8019-6929-2
    - 「勇者と魔法使いのラブコメ」第6話併録。

  5. 2020年9月30日発売[9]、ISBN 978-4-8019-7074-8
  6. 2021年2月27日発売[10]、ISBN 978-4-8019-7213-1
  7. 2021年6月30日発売[11]、ISBN 978-4-8019-7347-3